# Prêmio Nebula de Melhor Roteiro
O Prêmio Nebula de Melhor Roteiro é concedido todo ano pela Science Fiction and Fantasy Writers of America (SFWA) para roteiros de filmes ou episódios de televisão de ficção científica ou de fantasia. Também são dados prêmios para trabalhos literários publicados nas categorias de romance, novela, novellete e conto. O Prêmio Nebula de Melhor Roteiro foi concedido anualmente de 1974 até 1978, e a partir de 2000 até 2009. Ele foi apresentado sob vários nomes: em 1974, 1975 e 1977, o prêmio foi para Melhor Apresentação Dramática (Best Dramatic Presentation), enquanto, em 1976, o prêmio foi para Melhor Escrita Dramática (Best Dramatic Writing). O prêmio parou de ser dado em 2010 e fo substituído pelo Prêmio Ray Bradbury de Melhor Apresentação Dramática. Este prêmio, apesar de não ser um Nebula, é apresentado na Cerimônia de Premiação dos Prêmios Nebula e segue as regras e procedimentos de um Nebula. O prêmio já foi descrito como um dos "mais importantes prêmios da ficção científica americana" e "o equivalente da ficção científica e fantasia" ao Emmy.

## Processo de seleção
Os indicados e vencedores do Prêmio Nebula são escolhidos por membros da SFWA, embora os autores indicados não precisem ser membros. As obras são nomeadas todo ano, entre 15 de novembro e 15 de fevereiro, por autores membros da organização. As seis obras que receberem o maior número de nomeações formam a cédula de votação final, com a possibilidade de candidatos adicionais em caso de empate. Os membros podem votar na cédula de votação durante o mês de Março. Os resultados finais são apresentados na cerimônia de premiação do Prêmio Nebula em maio. Os autores não são autorizados a nomear suas próprias obras, e empates na votação final são quebrados, se possível, pelo número de nomeações recebidas pelas obras. Começando em 2009, as regras foram mudadas para o formato atual. Até então, o período de elegibilidade de candidaturas era definido como um ano após a data de publicação, o que permitia a possibilidade de nomeação de obras no ano-calendário seguinte ao da sua publicação para, depois, possivelmente ganharem o prêmio no ano-calendário posterior. Obras eram adicionadas a uma lista preliminar para o ano se elas tivessem dez ou mais indicações. A partir de uma votação nestas obras preliminares, criavasse uma cédula final, para a qual o painel de organização da SFWA estava autorizado a adicionar uma obra adicional.

## Estatísticas do prêmio
Durante os 15 de nomeação, 14 prêmios de Melhor Roteiro foram concedidos, incluindo o prêmio especial dado a Star Wars Episódio IV: Uma Nova Esperança, em 1978, mas não incluindo 1977, uma vez que nenhum candidato recebeu o prêmio. Ninguém ganhou, pois o maior número de votos foi dado a "nenhum prêmio". Com três prêmios, a trilogia de filmes O Senhor dos Anéis ganhou mais prêmios ou indicações que qualquer outra franquia. As franquias Battlestar Galactica, Buffy The Vampire Slayer e Doctor Who, assim como a trilogia de filmes do Batman dirigidos por Christopher Nolan tiveram cada uma duas indicações, mas sem vitórias. Hayao Miyazaki, Christopher Nolan, Joss Whedon e os roteiristas de O Senhor dos Anéis tiveram o maior número de nomeações, com três cada.

## Vencedores e nomeados
Na tabela a seguir, os anos que correspondem à data da cerimônia, em vez de quando o conto foi publicado pela primeira vez. Cada ano contém um link para o artigo "ano na literatura" correspondente. Itens com um fundo azul e um asterisco (*) ao lado do nome do escritor ganharam o prêmio; aqueles com um fundo branco são os outros indicados. Itens com um fundo cinza e um sinal de mais (+) marcam o ano que o vencedor foi "nenhum prêmio".
  *   Vencedores e vencedores em comum
  +   Nenhum vencedor escolhido
| Ano  | Autor(es) | Obra                                                              | Editora                                             | Ref.   |
| ---- | --- | ----------------------------------------------------------------- | --------------------------------------------------- | ------ |
| 1974 | Stanley R. Greenberg (roteiro), Harry Harrison (romance original)*                                                    | Soylent Green                                                     | Metro-Goldwyn-Mayer                                 | [ 7 ]  |
| 1974 | Michael Crichton | Westworld                                                         | Metro-Goldwyn-Mayer                                 | [ 7 ]  |
| 1974 | Bruce Jay Friedman | Steambath                                                         | PBS                                                 | [ 7 ]  |
| 1974 | Brian Moore (roteiro, romance original)                                                                               | Catholics                                                         | ITV                                                 | [ 7 ]  |
| 1975 | Woody Allen* | Sleeper                                                           | United Artists                                      | [ 8 ]  |
| 1975 | Christopher Isherwood and Don Bachardy (roteiro), Mary Shelley (romance original)                                     | Frankenstein: The True Story                                      | NBC                                                 | [ 8 ]  |
| 1975 | René Laloux and Roland Topor (roteiro), Stefan Wul (romance original)                                                 | Fantastic Planet                                                  | Argos Films                                         | [ 8 ]  |
| 1976 | Mel Brooks and Gene Wilder (roteiro), Mary Shelley (romance original)*                                                | Young Frankenstein                                                | United Artists                                      | [ 9 ]  |
| 1976 | John Carpenter and Dan O'Bannon                                                                                       | Dark Star                                                         | Jack H. Harris Enterprises                          | [ 9 ]  |
| 1976 | L. Q. Jones (roteiro) Harlan Ellison (romance original)                                                               | A Boy and His Dog                                                 | LQ/JAF                                              | [ 9 ]  |
| 1976 | William Harrison (roteiro, história original)                                                                         | Rollerball                                                        | United Artists                                      | [ 9 ]  |
| 1977 | (sem prêmio)+ |                                                                   |                                                     | [ 10 ] |
| 1977 | Harlan Ellison | Harlan! Harlan Ellison Reads Harlan Ellison                       | Alternative World Recordings                        | [ 10 ] |
| 1977 | David Zelag Goodman (roteiro), William F. Nolan and George Clayton Johnson (romance original)                         | Logan's Run                                                       | United Artists                                      | [ 10 ] |
| 1977 | Paul Mayersberg (roteiro), Walter Tevis (romance original)                                                            | The Man Who Fell to Earth                                         | Columbia Pictures                                   | [ 10 ] |
| 1978 | George Lucas* | Star Wars Episode IV: A New Hope                                  | 20th Century Fox                                    | [ 11 ] |
| 2000 | M. Night Shyamalan*                                                                                                   | The Sixth Sense                                                   | Hollywood Pictures                                  | [ 12 ] |
| 2000 | Robert J. Avrech (roteiro), Jane Yolen (romance original)                                                             | The Devil's Arithmetic                                            | Showtime Networks                                   | [ 12 ] |
| 2000 | Brad Bird and Tim McCanlies (roteiro), Ted Hughes (romance original)                                                  | The Iron Giant                                                    | Warner Bros.                                        | [ 12 ] |
| 2000 | John Millerman | The Uranus Experiment: Part 2                                     | Private Black Label                                 | [ 12 ] |
| 2000 | Larry and Andy Wachowski                                                                                              | The Matrix                                                        | Warner Bros.                                        | [ 12 ] |
| 2001 | David Howard and Robert Gordon*                                                                                       | Galaxy Quest                                                      | DreamWorks                                          | [ 13 ] |
| 2001 | Frank Darabont (roteiro), Stephen King (romance original)                                                             | The Green Mile                                                    | Warner Bros.                                        | [ 13 ] |
| 2001 | Hayao Miyazaki (roteiro) and Neil Gaiman (tradução)                                                                   | Princess Mononoke                                                 | Studio Ghibli/Miramax Films                         | [ 13 ] |
| 2001 | Charlie Kaufman | Being John Malkovich                                              | Propaganda Films                                    | [ 13 ] |
| 2001 | M. Night Shyamalan | Unbreakable                                                       | Touchstone Pictures                                 | [ 13 ] |
| 2001 | Kevin Smith | Dogma                                                             | View Askew Productions                              | [ 13 ] |
| 2002 | James Schamus, Kuo Jung Tsai, and Hui-Ling Wang (roteiro), Wang Dulu (romance original)*                              | Crouching Tiger, Hidden Dragon                                    | Sony Pictures Classics                              | [ 14 ] |
| 2002 | Ethan and Joel Coen                                                                                                   | O Brother, Where Art Thou?                                        | Touchstone Pictures                                 | [ 14 ] |
| 2002 | Tom DeSanto and Bryan Singer (história), David Hayter (roteiro)                                                       | X-Men                                                             | 20th Century Fox                                    | [ 14 ] |
| 2002 | Joss Whedon | Buffy the Vampire Slayer: "The Body"                              | Fox Television Studios/Mutant Enemy Productions     | [ 14 ] |
| 2003 | Fran Walsh, Philippa Boyens, and Peter Jackson (roteiro), J. R. R. Tolkien (romance original)*                        | The Lord of the Rings: The Fellowship of the Ring                 | New Line Cinema                                     | [ 15 ] |
| 2003 | Ted Elliott and Terry Rossio                                                                                          | Shrek                                                             | DreamWorks                                          | [ 15 ] |
| 2003 | Michael Taylor (roteiro), Stephen King (ideia original)                                                               | The Dead Zone: "Unreasonable Doubt"                               | DreamWorks                                          | [ 15 ] |
| 2003 | Joss Whedon | Buffy the Vampire Slayer: "Once More, With Feeling"               | Warner Bros.                                        | [ 15 ] |
| 2004 | Fran Walsh, Philippa Boyens, Stephen Sinclair, and Peter Jackson (roteiro), J. R. R. Tolkien (romance original)*      | The Lord of the Rings: The Two Towers                             | New Line Cinema                                     | [ 16 ] |
| 2004 | Scott Frank and Jon Cohen (roteiro), Philip K. Dick (história original)                                               | Minority Report                                                   | 20th Century Fox/DreamWorks                         | [ 16 ] |
| 2004 | David A. Goodman | Futurama: "Where No Fan Has Gone Before"                          | Fox Broadcasting Company                            | [ 16 ] |
| 2004 | Hayao Miyazaki (roteiro), Cindy Davis Hewitt, and Donald H. Hewitt (tradução)                                         | Spirited Away                                                     | Studio Ghibli/The Walt Disney Company               | [ 16 ] |
| 2004 | Andrew Stanton, Bob Peterson, and David Reynolds                                                                      | Finding Nemo                                                      | Pixar/The Walt Disney Company                       | [ 16 ] |
| 2005 | Fran Walsh, Philippa Boyens, and Peter Jackson (roteiro), J. R. R. Tolkien (romance original)*                        | The Lord of the Rings: The Return of the King                     | New Line Cinema                                     | [ 17 ] |
| 2005 | Brad Bird | The Incredibles                                                   | Pixar/The Walt Disney Company                       | [ 17 ] |
| 2005 | J. Mackye Gruber and Eric Bress                                                                                       | Efeito Borboleta                                                  | New Line Cinema                                     | [ 17 ] |
| 2005 | Charlie Kaufman & Michel Gondry                                                                                       | Eternal Sunshine of the Spotless Mind                             | Focus Features                                      | [ 17 ] |
| 2006 | Joss Whedon* | Serenity                                                          | Universal Studios/Mutant Enemy Productions          | [ 18 ] |
| 2006 | Carla Robinson, Bradley Thompson, and David Weddle                                                                    | Battlestar Galactica: "Act of Contrition/You Can't Go Home Again" | Sci-Fi Channel                                      | [ 18 ] |
| 2007 | Hayao Miyazaki (roteiro), Cindy Davis Hewitt, and Donald H. Hewitt (tradução)                                         | Howl's Moving Castle                                              | Studio Ghibli/The Walt Disney Company               | [ 19 ] |
| 2007 | Christopher Nolan and David S. Goyer                                                                                  | Batman Begins                                                     | Warner Bros.                                        | [ 19 ] |
| 2007 | Michael Taylor | Battlestar Galactica: "Unfinished Business"                       | Sci-Fi Channel                                      | [ 19 ] |
| 2007 | Steven Moffat | Doctor Who: "The Girl in the Fireplace"                           | BBC Cymru Wales/BBC One                             | [ 19 ] |
| 2008 | Guillermo del Toro*                                                                                                   | Pan's Labyrinth                                                   | Picturehouse                                        | [ 20 ] |
| 2008 | Alfonso Cuarón, Timothy J. Sexton, David Arata, Mark Fergus, and Hawk Ostby (roteiro), P. D. James (romance original) | Children of Men                                                   | Universal Studios                                   | [ 20 ] |
| 2008 | Steven Moffat | Doctor Who: "Blink"                                               | BBC Cymru Wales/BBC One                             | [ 20 ] |
| 2008 | Christopher Nolan and Jonathan Nolan (roteiro), Christopher Priest (romance original)                                 | The Prestige                                                      | Touchstone Pictures                                 | [ 20 ] |
| 2008 | Larry and Andy Wachowski (roteiro), David Lloyd (original graphic novel)                                              | V for Vendetta                                                    | Warner Bros.                                        | [ 20 ] |
| 2008 | Marc Scott Zicree and Michael Reaves                                                                                  | Star Trek: New Voyages: "World Enough and Time"                   | Cawley Entertainment Company/The Magic Time Company | [ 20 ] |
| 2009 | Andrew Stanton, Jim Reardon and Pete Docter*                                                                          | WALL-E                                                            | Pixar/The Walt Disney Company                       | [ 21 ] |
| 2009 | Christopher Nolan, Jonathan Nolan, and David S. Goyer                                                                 | The Dark Knight                                                   | Warner Bros.                                        | [ 21 ] |
| 2009 | Brad Wright | Stargate Atlantis: "The Shrine"                                   | Metro-Goldwyn-Mayer                                 | [ 21 ] |